# Known Geographical Distribution of the Members of the Verbenaceae and Avicenniaceae, based chiefly on an examination of 75,000 herbarium specimens
Known Geographical Distribution of the Members of the Verbenaceae and Avicenniaceae, based chiefly on an examination of 75,000 herbarium specimens (abreviado Known Geogr. Distrib. Verb. Avicenn.) es un libro con ilustraciones y descripciones botánicas que fue escrito por el botánico y taxónomo estadounidense; Harold N. Moldenke y publicado en el año 1942.